# Middleburg (Virginie)
Pour les articles homonymes, voir Middleburg.
Middleburg est une ville du comté de Loudoun, dans l'État de Virginie, aux États-Unis.

## Démographie
Au recensement de 2020, la population du village était de 669 habitants, avec un âge médian de 52 ans. Le revenu médian par foyer est de 96 000 $, au dessus de la moyenne en Virginie. Cependant de nombreux millionnaires vivent dans les collines aux alentours du village ; cela s'explique par la taille des domaines et la proximité avec la capitale.

## Personnalités liées à la ville
- Stephen Bradley (1962-), cavalier américain de concours complet, est né à Middleburg.
- Jack Kent Cooke (1912-1997), propriétaire sportif, possédait les fermes Kent farms à Middleburg.
- John Leadley Dagg (1794-1884), théologien protestant, est né à Middleburg.
- Robert Duvall (1931-), acteur américain célèbre pour ses rôles dans plusieurs films de Coppola et ayant obtenu l'oscar du meilleur acteur en 1984, a vécu à Middleburg[2].
- Sam Huff, joueur de football américain, a élevé des chevaux à Middleburg.
- Sheila Johnson (1949-), milliardaire afro-américaine, a vécu et a possédé un bar à Middleburg[3].
- John Fitzgerald Kennedy, 35e président des États-Unis, a vécu à Glen Ora avec sa femme, Jacqueline Kennedy-Onassis, à proximité de Middleburg, et y a construit un domaine Wexford[2].
- Paul Mellon (1907-1999), philanthrope, a vécu dans un domaine à proximité de Middleburg[2].
- Lucy Minnigerode (1871-1935), infirmière de la Première Guerre mondiale, est née à Middleburg.
- Keshia Knight Pulliam a fréquenté l'école Foxcroft à Middleburg.
- Elizabeth Taylor (1932-2011), actrice américaine aux multiples oscars, a vécu à Middleburg chez son sixième mari, John Warner, homme politique et ancien secrétaire à la Marine des États-Unis[2].
- Stephanie Zimbalist, actrice américaine, a fréquenté l'école Foxcroft à Middleburg[4],[5].